# Rwanda Institute for Conservation Agriculture
Das Rwanda Institute for Conservation Agriculture (RICA) ist eine Hochschuleinrichtung in Ruanda, die auf das Thema nachhaltige Landwirtschaft spezialisiert ist. Sie befindet sich am Südufer des Kilimbi-Sees in der Zelle Mwendo des Sektors Gashora im Distrikt Bugesera der Ostprovinz. Das Institut besteht seit 2022.
Das Gelände umfasst 375 Hektar. Die Gebäude- und Landschaftsarchitektur wurde von der Mass Design Group entworfen. RICA bezieht seine Energie aus einer eigenen Photovoltaikanlage, die eine Spitzenleistung von 1,5 MW aufweist. Zum Einsparen von Energie wurden sämtliche Räume zudem so gestaltet, dass sie durch Tageslicht ausreichend beleuchtet werden. 2024 wurde das Architekturdesign in die 81 Projekte aus aller Welt umfassende Longlist der Dezeen Awards in der Kategorie Nachhaltigkeit aufgenommen.